# Alex Yoong
Alexander Charles Yoong Loong (Kuala Lumpur; 20 de julio de 1976) más conocido como Alex Yoong, es un expiloto de automovilismo malayo, siendo el primero, y hasta la fecha único, de dicha nacionalidad en correr en Fórmula 1.

## Carrera deportiva

### Primeros años
Alex Yoong comenzó su carrera en autos de turismo en 1992 a los 16 años. En 1994, pasó a competir en la Fórmula Asia. En 1995, ganó el título nacional malayo, pero perdió el campeonato continental por solo dos puntos. En años posteriores, compitió en Fórmula Renault y Fórmula 3, y luego en la Fórmula 3000 y en Fórmula Nippon, sin sumar puntos en estas dos.

### Fórmula 1
Yoong hizo su debut en Fórmula 1 justamente en el Gran Premio de Italia de la temporada 2001, reemplazando al brasileño Tarso Marques en la escudería de Minardi, siendo compañero de Fernando Alonso. También disputó la temporada 2002 con el equipo italiano. Su mejor resultado fue un 7.º en Melbourne, pero no le sirvió para ganarse la continuidad en el equipo y abandonó la categoría.

### Años posteriores
Después de su carrera en Fórmula 1, Alex Yoong participó en Champ Car en 2003, pero tuvo que abandonar debido a la falta de patrocinio. Luego, compitió en la Porsche Carrera Cup Asia, ganando una carrera en Macao. También participó en eventos de V8 Supercars y la A1 Grand Prix, donde ganó varias carreras.
Posteriormente, corrió en la Le Mans Series y la GP2 Asia Series, y se convirtió en líder del programa de jóvenes pilotos de Lotus Racing.
Además, ganó en la clase GTC en los 1000 km de Zhuhai 2010. Desde 2012 hasta 2017, Yoong compitió en la Audi R8 LMS Cup con base en Asia. Ganó los campeonatos de 2014 a 2016.

## Otros deportes
Alex Yoong compitió en la prueba de esquí acuático en los Juegos del Sudeste Asiático de 1997, donde ganó una medalla de plata. Regresó al esquí acuático en 2011 y obtuvo una medalla de oro y una medalla de plata en las pruebas de salto y slalom masculino.

## Resultados

### Fórmula 1
(Clave) (negrita indica pole position) (cursiva indica vuelta rápida)

| Año     | Escudería           | 1     | 2       | 3      | 4       | 5       | 6       | 7       | 8      | 9       | 10      | 11     | 12      | 13  | 14  | 15      | 16      | 17      | Pos. | Puntos |
| ------- | ------------------- | ----- | ------- | ------ | ------- | ------- | ------- | ------- | ------ | ------- | ------- | ------ | ------- | --- | --- | ------- | ------- | ------- | ---- | ------ |
| 2001    | European Minardi F1 | AUS   | MYS     | BRA    | SMR     | ESP     | AUT     | MON     | CAN    | EUR     | FRA     | GBR    | GER     | HUN | BEL | ITA Ret | USA Ret | JPN 16  | 26.º | 0      |
| 2002    | KL Minardi Asiatech | AUS 7 | MYS Ret | BRA 13 | SMR DNQ | ESP DNS | AUT Ret | MON Ret | CAN 14 | EUR Ret | GBR DNQ | FRA 10 | GER DNQ | HUN | BEL | ITA 13  | USA Ret | JPN Ret | 20.º | 0      |
| Fuente: |                     |       |         |        |         |         |         |         |        |         |         |        |         |     |     |         |         |         |      |        |

### GP2 Asia Series
(Clave) (negrita indica pole position) (cursiva indica vuelta rápida puntuable)

| Año     | Escudería            | 1   | 1   | 2   | 2   | 3    | 3    | 4   | 4   | 5   | 5   | 6    | 6    | Pos. | Puntos | Ref.  |
| ------- | -------------------- | --- | --- | --- | --- | ---- | ---- | --- | --- | --- | --- | ---- | ---- | ---- | ------ | ----- |
| 2008-09 | My Qi-Meritus Mahara | SHA | SHA | DUB | DUB | SAK1 | SAK1 | LOS | LOS | KUA | KUA | SAK2 | SAK2 | 25.º | 0      | [ 5 ] |
| 2008-09 | My Qi-Meritus Mahara | 14  | 9   | Ret | C   |      |      |     |     |     |     |      |      | 25.º | 0      | [ 5 ] |